# Бакумівка (притока Недри)
Баку́мівка, Суха Березанка — річка в Україні, в межах Баришівського району Київської області. Права притока Недри, притоки Трубежа (басейн Дніпра).

## Опис
Довжина 28,2 км. Живлення мішане, більша роль дощового живлення. Річка використовується місцевим населенням у господарських потребах, для зрошення та рибальства. На річці побудовані шлюзи, створено 6 ставків із площею плеса 17 га. Також є джерело «Корніївське».

## Розташування
Бакумівка бере початок поблизу села Лук'янівка, що на півночі Баришівського району. Неподалік від витоку роз'єднується на два рукави: перший проходить по околицях Лук'янівки, другий — по центру села. За Лук'янівкою вони знов з'єднуються, і річка тече до села Рудницьке. Після цього по болотам вона дістається сіл Паришків та Корніївка, для яких слугує природною межею. Поблизу Корніївки в неї впадає ліва притока — річка Сухоберезиця. Далі Бакумівка тече повз однойменне село Бакумівка (у 1917-2016 — Червоноармійське), і впадає у Недру північніше міста Березань.

## Притоки
Ліва: Сухоберезиця.

## Назва
В історичних документах є згадки про цю річку під назвою Суха Березанка. Можливо, це пов'язано із тим, що нижня течія Недри (від впадіння Бакумівки до гирла) колись мала назву Березанка. На це вказує і колишня назва річки Березанки, яка є лівою притокою Недри — Мала Березанка. Також можливо, що сучасну назву річка отримала від села Бакумівка, яке розташоване в неї по течії. Можливо і те, що село стало зватися так від річки.